# アルハンゲリスク・トロリーバス
アルハンゲリスク・トロリーバス（ロシア語: Архангельский троллейбус）は、かつてロシア連邦の都市・アルハンゲリスクに存在したトロリーバス路線。ソビエト連邦（ソ連）時代の1974年に開通したが、2008年までに廃止された。

## 歴史
アルハンゲリスク市内にトロリーバスが開通したのは1974年10月14日で、その後は路線の延伸が続き、最大規模となった1992年時点で合計6系統・営業キロ32.7 kmの路線網が存在し、50台の車両によって運行されていた。
だが、ソビエト連邦の崩壊の影響を受けて利用客の減少が続き、路線の廃止も相次いで行われた。2000年代には路面電車（アルハンゲリスク市電）の廃止を受けてトロリーバスを代替交通機関として導入する動きもあったが、車両の規格が主要道路の幅と合わないとの理由で実現せずに終わった。
それ以降も厳しい経営状態が続き、2006年にはオビボドニー運河の改修工事に伴い最も収益性が高かった5号線の運行が停止し、同年にはトロリーバスの運営を実施していた事業者の路面電車・トロリーバス公社（Трамвайно-троллейбусное предприятие）が破綻するにまで至った。その後、残されたトロリーバスの系統はモスクワの企業によって買収され、新型車両の導入を始めとした再生策が取られたものの、道路事情の影響から5号線の復活は実現せず、最終的に2008年5月をもって残された区間の営業運転が停止し、復活することはなかった。
その後、最後まで使用された車両のうち一部はニジニ・ノヴゴロド（ニジニ・ノヴゴロド・トロリーバス）へ譲渡されている。